# Paka, Dobrepolje
Paka je naselje v Občini Dobrepolje.